# Klaus and Greta
"Klaus and Greta" é o oitavo episódio da quarta temporada da série de televisão de comédia de situação norte-americana 30 Rock, e o 66.° da série em geral. Foi realizado por Gail Mancuso e teve o seu enredo escrito por Robert Carlock, um argumentista que assumia ainda as funções de co-showrunner e produtor executivo. Diversos atores fizeram uma participação especial no episódio, incluindo Jeffery Self, April Perry e Adam Trese. O ator de cinema James Franco e o jornalista Matt Lauer também fizeram participações desempenhando versões fictícias de si mesmos. Nos Estados Unidos, a transmissão original de "Klaus and Greta" ocorreu através da rede de televisão National Broadcasting Company (NBC) na noite de 14 de Janeiro de 2010 num horário especial das 21:00. De acordo com o sistema de mediação de audiências Nielsen Ratings, aquela emissão foi assistida por uma média de 5 milhões e 122 mil agregados familiares durante a sua transmissão original norte-americana, e foi-lhe atribuída a classificação de 2,3 e 6 de share entre os telespectadores pertencentes ao perfil demográfico dos 18 aos 49 anos de idade. Além disso, 30 Rock conseguiu ficar em segundo lugar no seu horário de transmissão, particularmente entre os jovens de 18-34 anos, empatando em segundo lugar entre as mulheres dessa faixa etária.
No episódio, a equipa e elenco do programa TGS with Tracy Jordan (TGS) regressa aos Estúdios da NBC após o hiato de inverno. O executivo Jack Donaghy (interpretado por Alec Baldwin) descobre que deixou uma mensagem no correio de voz de Nancy Donovan, sua paixoneta do ensino secundário, e decide reunir esforços para apagar a mensagem. Entretanto, Liz Lemon (Tina Fey) é visitada pelo seu primo Randy (Self), a quem ela tirou o seu primo do armário na festa de Ano Novo. Ao mesmo tempo, Jenna Maroney (Jane Krakowski) inicia um romance falso com James Franco para desviar a atenção da imprensa de um suposto romance entre ele e uma almofada humana japonesa. Paralelamente, Tracy Jordan (Tracy Morgan) acha que pode ter finalmente concebido a filha pela qual vem desejado recentemente, depois de uma festa de Ano Novo selvagem com a sua esposa.
"Klaus and Greta" continuou a tradição de 30 Rock de fazer as suas personagens falar alemão, embora neste episódio, Jack recite um poema do romancista austríaco Rainer Maria Rilke mas, depois de algumas palavras, o poema torna-se uma algaraviada. Não obstante, também na tradição do seriado de homenagear outras séries da NBC, a subtrama de Jack a conspirar para roubar uma mensagem de voz é semelhante a "The Phone Message", episódio de Seinfeld no qual a personagem George Costanza tenta recuperar uma cassete do atendedor de chamadas. A trama que envolve Franco foi inspirada num artigo publicado pelo jornal New York Times, sobre um homem na casa dos 30 anos que transportava uma almofada de corpo com uma mulher japonesa animada, tratando-a como a sua namorada.
De um modo geral, os críticos especialistas em televisão do horário nobre elogiaram largamente "Klaus and Greta", pelo seu humor mordaz e atuação de destaque de Franco, cuja trama foi celebrada como uma das melhores utilizações de uma estrela convidada da série. A subtrama de Liz com o seu primo também foi bem recebida pelo seu calor e humor, evitando clichés e celebrando a adesão de Randy à cultura homossexual da Cidade de Nova Iorque. Esta trama rendeu ao episódio um Prémio GLAAD para os Média, o segundo recebido por 30 Rock. No entanto, a subtrama de Jack e Kenneth, centrada no apagar de uma mensagem de voz por Jack enquanto estava bêbado, foi criticada por ser lenta e não ter piadas memoráveis, enquanto a história de Tracy sobre o desejo de ter uma filha foi reconhecida como pouco desenvolvida. Apesar destes pequenos problemas, o episódio foi visto como um forte regresso da série, misturando humor absurdo, humor fresco e narrativa orientada para as personagens. 

## Produção e desenvolvimento

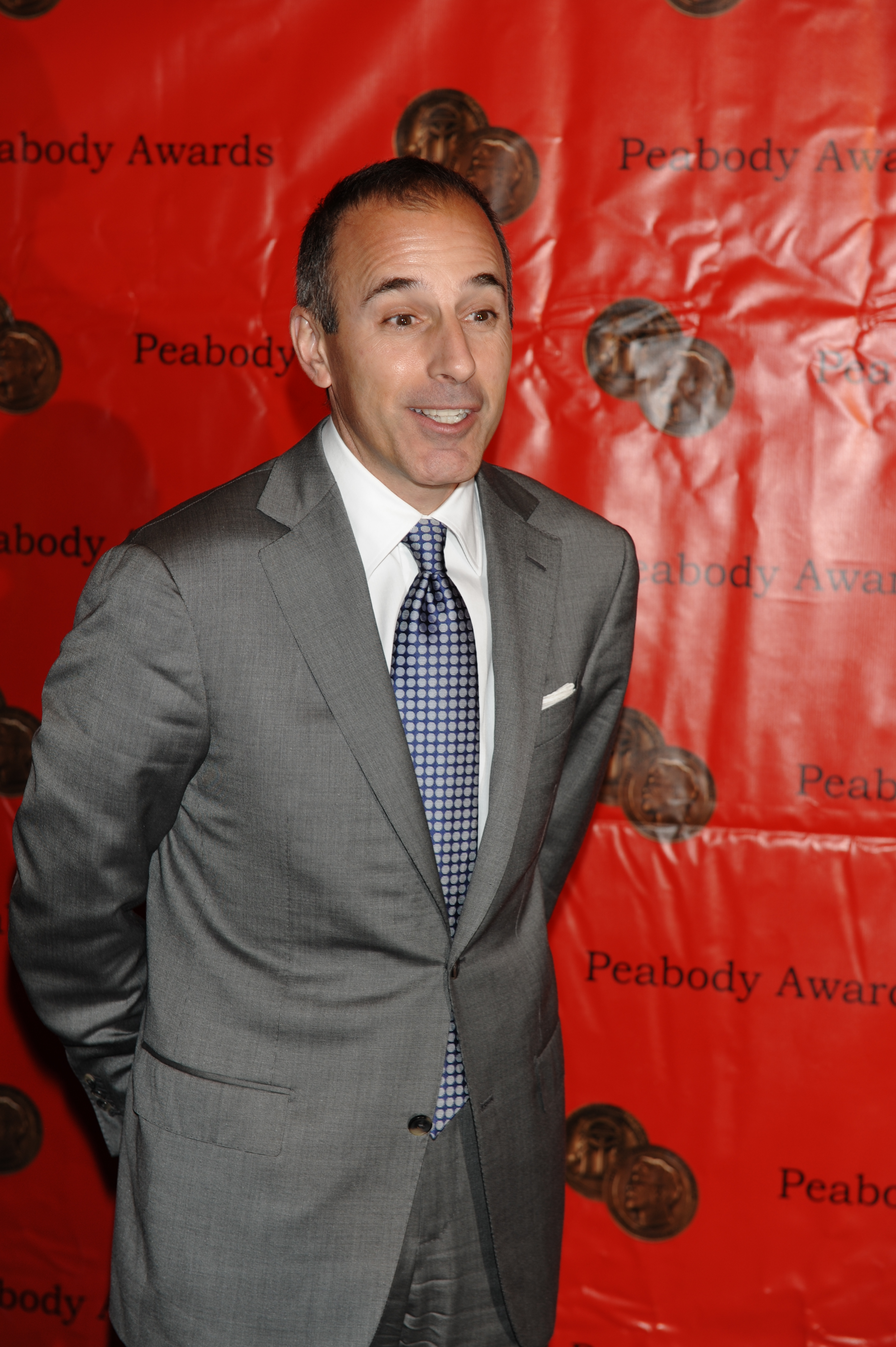
"Klaus and Greta" marcou a segunda participação de Matt Lauer em 30 Rock.

"Klaus and Greta" é o sétimo episódio da quarta temporada de 30 Rock. As suas filmagens decorreram a 6 de Novembro de 2009 nos Estúdios Silvercup, lugar em Manhattan, Cidade de Nova Iorque, onde 30 Rock é normalmente filmado. O episódio foi realizado por Gail Mancuso, sua oitava vez a trabalhar na realização de um episódio de 30 Rock, e teve o seu enredo redigido por Robert Carlock, um argumentista que também assumia as funções de produtor executivo e co-showrunner; este foi o 14.° episódio cujo guião foi escrito por si, estendendo o seu recorde do guionista com a segunda maior quantidade de episódios escritos. Uma das estrelas convidadas em "Klaus and Greta" foi Matt Lauer, que desempenhou uma versão fictícia de si mesmo como co-apresentador do programa de televisão Today. Esta foi a sua segunda participação em 30 Rock, após "Generalissimo" na terceira temporada. Em "Klaus and Greta", a equipa de argumentistas do programa fictício TGS with Tracy Jordan (TGS) fazem um jogo no qual devem tomar um shot sempre que Lauer dá uma dica de viagem que eles consideram ridícula no Today. Os atores Scott Adsit e Keith Powell, respetivos intérpretes de Pete Hornberger e James "Toofer" Spurlock, não participaram do episódio, embora os seus nomes tenham sido listados ao longo da sequência de créditos de encerramento.
"Klaus and Greta" continuou a tradição de 30 Rock de fazer as suas personagens falar alemão. Dentre os membros da equipa do seriado, apenas duas pessoas sabiam falar alemão fluentemente: Jon Haller, assistente dos argumentistas da série; e Tina Fey, criadora do seriado, produtora executiva, co-showrunner, argumentista-chefe e estrela principal. Sempre que a equipa de argumentistas escrevesse uma piada em alemão para a personagem de Fey, Haller consultava sua família alemã para confirmar a pronúncia e contexto. Mas, quando escreveram a piada para a personagem de Alec Baldwin, intérprete de Jack Donaghy e produtor de 30 Rock, Fey não estava presente no estúdio para ajudá-lo com a pronúncia. Então, Haller escreveu a piada foneticamente para que Baldwin pudesse apenas ler e pronunciar. No episódio, Jack deixa a mensagem "Aus unendlichen sehnsuchten, steigen endliche taten wie schwache fontanen" (em português:  "De anseios infinitos nascem actos finitos como fontes fracas") no correio de voz de Nancy Donovan. Esta frase foi extraída de um poema do poeta e romancista austríaco Rainer Maria Rilke. Todavia, quando Jack recita o poema, primeiro fala realmente em alemão, mas depois de algumas palavras o poema torna-se uma algaraviada.

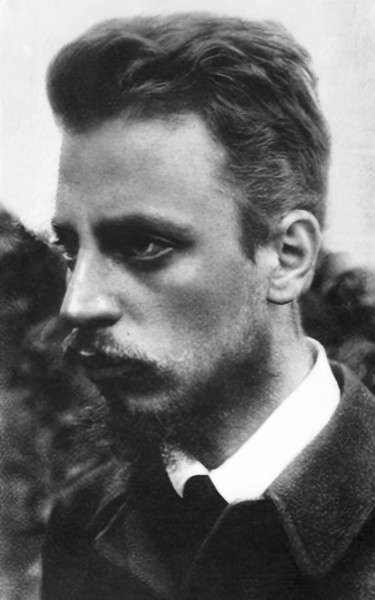
Um poema de Rainer Maria Rilke foi recitado em "Klaus and Greta".

A participação do ator de cinema James Franco em "Klaus and Greta" foi anunciada em Novembro de 2009. A sua inclusão na série foi devido à decisão da equipa de argumentistas de 30 Rock de aprofundar um pouco mais o desenvolvimento da personagem Jenna Maroney, desempenhada por Jane Krakowski, cuja vida amorosa não havia sido um foco do seriado até à quarta temporada. No episódio, Jenna concorda em ajudar Franco a encobrir algo que ele não quer que se torne público: o seu amor profundo e apaixonado por almofadas corporais japonesas. Porém, conforme o expressado por Carlock em entrevista ao portal Zap2it em Abril de 2010, "Jenna descobre que isso não a satisfaz e apercebe-se emocionalmente de que quer mais, o que é uma reviravolta interessante para a personagem depois de três anos a pensar que tudo o que quer é ter a sua fotografia no jornal e ter o cabelo bonito." Segundo um comunicado da CNN, a trama de "Klaus and Greta" que envolve Franco foi inspirada num artigo publicado pelo jornal New York Times em Julho de 2009, sobre um homem na casa dos 30 anos que transportava uma almofada de corpo com uma mulher japonesa animada, tratando-a como a sua namorada. No episódio, depois de Jenna explicar a Franco o seu desejo de ter uma relação amorosa como a existente entre o ator e Kimiko, a sua almofada humana, ele exclama, amorosamente, "Kimiko-tan!" A língua japonesa usa sufixos honoríficos nos nomes das pessoas, e "-tan" é uma versão menos comum de "-chan," uma partícula adicionada aos nomes de crianças e entes queridos. Ao usar "-tan," uma partícula japonesa bastante obscura que significa carinho, a personagem de Franco demonstra estar ainda mais ligado à cultura extrema dos fãs de anime do que um fã de anime comum.
Judah Friedlander, intérprete do argumentista Frank Rossitano em 30 Rock, é conhecido pela sua coleção de chapéus de camionista adornados com vários slogans, frases e palavras. Esta caraterística não é apenas um adereço aleatório, mas sim uma parte integrante da personalidade de Frank e do humor da série. Segundo Friedlander, ele desenha e cria estes chapéus pessoalmente, tendo originado chapéus suficientes para usar um diferente em cada cena de 30 Rock, o que se traduz em cerca de três chapéus por episódio. O conteúdo dos chapéus de Frank reflete frequentemente a sua personalidade sarcástica, interesses peculiares ou referências à cultura popular. Alguns exemplos notáveis incluem erros ortográficos, frases nostálgicas e afirmações bizarras que dão uma ideia do carácter de Frank antes mesmo de ele falar. Ocasionalmente, os chapéus são incorporados no enredo, acrescentando uma camada extra de comédia. A personalidade de Friedlander na vida real também envolve o uso de chapéus semelhantes durante as suas atuações de comédia stand-up. Muitas vezes, ostenta nesses chapéus títulos ou capacidades ultrajantes, como "Campeão do Mundo" em diversas línguas, o que contrasta humoristicamente com o seu comportamento descontraído. Em "Klaus and Greta", Frank usa bonés que leem "One Tone" e "I Tried."

### Análises da crítica

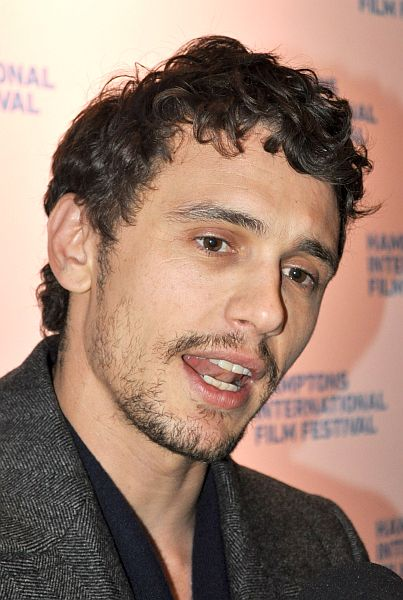
O desempenho de James Franco foi universalmente aclamado pelos críticos.

## Enredo
O hiato de inverno do TGS terminou, e a equipa e elenco do programa retornam aos estúdios da NBC. Jack Donaghy (Alec Baldwin) passou a véspera de Ano Novo a esconder-se nos arbustos, Liz Lemon (Tina Fey) embriagou-se e tirou o seu primo do armário, Jenna Maroney (Jane Krakowski) encontrou-se com o agente de James Franco para negociar os termos de um romance contratual com o ator, e Tracy Jordan (Tracy Morgan) acha que pode ter finalmente concebido a filha pela qual vem desejado recentemente, depois de uma festa de Ano Novo selvagem com a sua esposa. Tracy está especialmente entusiasmado pois realmente acredita que a criança será uma menina, referindo-se ao facto de ter gritado o nome de Susan B. Anthony durante a conceção. Mais tarde, Tracy atira-se a uma das figurantes do TGS e descobre que ela se chama Virginia (April Perry), o nome que deseja dar à sua filha por nascer. Isto leva a ele a se aperceber de que precisa de começar a tratar as mulheres com mais respeito, pois todas as mulheres com quem já dormiu são na verdade filhas de outra pessoa. A sua reflexão sobre este facto inspira-o a considerar a possibilidade de acrescentar uma mulher à sua comitiva.
Simultaneamente, Jack apercebe-se de que deve ter ligado a Nancy Donovan, sua paixoneta do ensino secundário com quem recentemente se reencontrou, na véspera de Ano Novo enquanto estava bêbado. Depois de receber a ajuda de Cerie Xerox (Katrina Bowden), assistente de Liz que investiga Nancy no YouFace, Jack percebe que, para salvar a sua imagem perante Nancy, tem de apagar a mensagem que provavelmente lhe deixou enquanto ela estava de férias. Para esta missão, escolhe Kenneth Parcell (Jack McBrayer), estagiário da NBC, muito para o desagrado do seu assistente Jonathan (Maulik Pancholy). Jack e Kenneth viajam para Boston, Massachussets, e entram sorrateiramente na casa de Nancy. Jack acaba por perceber que o casamento de Nancy se está a desmoronar, mas o casal se esforça para manter as aparências. Kenneth acaba por convencer Jack de que, independentemente do que se esteja a passar naquele lar, ele não se pode intrometer. Eles ouvem a mensagem romântica enviada por Jack no seu estado de embriaguez, que faz Jack admitir que a sua paixoneta está viva desde que tiveram aulas de alemão no secundário, nas quais o nome alemão dele era Klaus e o dela Greta. Após isto, Kenneth apaga a mensagem e os dois vão-se embora. Todavia, Kenneth descobre haver um sinal de que Nancy pensou em Jack todos estes anos: a palavra-passe para aceder ao correio de voz dela é alfanumérica para "Klaus." Jack aproveita a oportunidade para deixar uma mensagem de voz com classe.
Parelamente, Jenna assina um contrato para manter uma relação amorosa com Franco, como uma estratégia para esconder os rumores acerca do amor dele por uma almofada corporal japonesa, por quem ele inicialmente nega uma atração, mas deixa escapar que lhe deu o nome de Kimiko. O casal faz algumas aparições públicas para manipular a imprensa, mas Jenna começa a questionar se realmente deseja prosseguir com este acordo, apercebendo-se de que não pode continuar com a relação falsa. Jenna sente-se desprezada quando percebe que quer uma relação a sério, e encoraja James a seguir as suas próprias paixões, antes de terminar tudo com ele.
Enquanto isso, depois de um desentendimento com os seus pais, decidido a aproveitar a sua vida como um homem homossexual assumido, Randy Lemon (Jeffery Self), primo de Liz, viaja para a Cidade de Nova Iorque e fica hospedado na casa dela. Liz quer tomar conta dele enquanto ele navega pela sua nova jornada, mas Randy fica desapontado com as sugestões enfadonhas dela, que envolvem uma competição para ver quem mais adormece mais cedo. Randy aproveita-se disto para esgueirar-se do apartamento de Liz. No seu regresso, chega ao apartamejnto dela coberto de purpurina e com a palavra "vadia" escrita na testa. Liz tenta convencê-lo de que ele deve ir com calma, mas Randy engana-a e tranca-a no armário para poder sair novamente. Depois de ver Randy no Today a dizer a Matt Lauer que vai fugir para se casar, Liz leva-o para casa e diz-lhe que ele precisa de sair da cidade. Randy concorda mas diz que primeiro, ela precisa começar a fazer coisas que a façam feliz na vida. Então, Randy leva a Liz a passear pela cidade. Os dois terminam numa discoteca onde Liz depara-se com Franco, que está acompanhado por Kimiko. Os dois acabam por ir ao apartamento de Liz para um ménage à trois. De manhã, Liz, coberta de maquilhagem, James, vestindo com uma das camisas de Liz, e Kimiko surpreendem Randy, que finalmente vai embora de Nova Iorque e regressa à Pensilvânia.

## Referências culturais

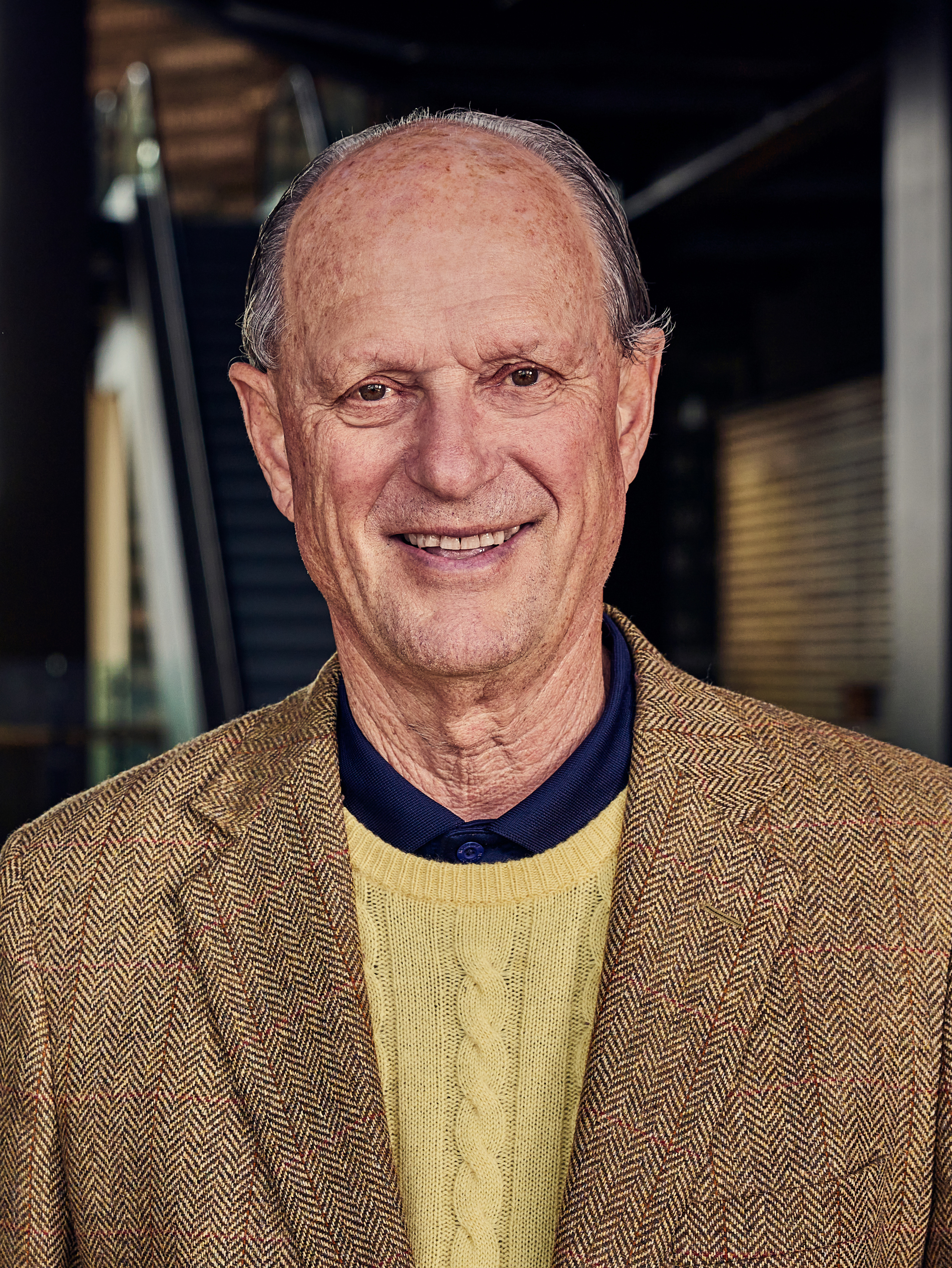
Bob Ballard foi mencionado no episódio.